# Pleun van Bol'es
Pleun van Bol'es (Ridderkerk, gedoopt 24 september 1677 - 1736) was een Nederlands bouwmeester, telg uit het Hollandse bouwmeestersgeslacht Van Bol'es. Hij was de zoon van Harmen Cornelisz van Bol'es (ca.1635 - na 1708) en Marijtje Pleunen Huijser (1649-1731), en een halfbroer van de eerste stadsbouwmeester van Schiedam in de familie, Cornelis van Bol'es. Hij was zelf gehuwd met Aldegondis Maria Odilia Segers van Loon (1690-1777) uit Roermond.
Pleun van Bol'es werd architect en aannemer in Stevensweert, waar zijn clientèle deels uit adellijke legerofficieren bestond. Zo was hij architect van de latere landgraaf Willem VIII van Hessen-Kassel, van 1710 tot 1754 heer van de heerlijkheid Tilburg en Goirle, en achtereenvolgens militair gouverneur van Breda (1713-1723) en Maastricht (1723-1747). Pleun was onder meer betrokken bij plannen voor Huis Hagenbroek in Thorn, waarbij zijn halfneef Arij van Bol'es hem assisteerde.